# ニコラス・ムスラカ
ニコラス・ムスラカ（Nicholas Musuraca、1892年10月25日 - 1975年9月3日）は、イタリアの撮影監督。

## 作品
- ゆすり (1961年)
- 奥様は芳紀十七才 (1954年)
- ヒッチ・ハイカー (1953年)
- 地獄の狼 (1953年)
- 非常線 (1953年)
- 12年目の潔白 (1951年)
- マルクスの競馬騒動 (1950年)
- 十三号桟橋 (1948年)
- 月下の銃声 (1948年)
- ママの想い出 (1948年)
- 危険な女 (1946年)
- 恐怖の精神病院 (1946年)
- タイムリミット25時 (1946年)
- らせん階段 (1946年)
- キャット・ピープルの呪い (1944年)
- バターンを奪回せよ (1944年)
- キャット・ピープル (1942年)
- Uボート撃滅 (1942年)
- プレイ・ガール (1941年)
- レディ・スカーフェイス (1941年)
- 3階の見知らぬ男 (1940年)
- 大空に賭ける (1938年)
- 恋のマンハッタン (1934年)